# リーメント
株式会社リーメント (RE-MENT CO.,LTD) は、日本の食玩および雑貨メーカー。携帯ストラップなどの雑貨系の玩具メーカーとして1998年設立。トレーディングフィギュアで、食玩市場に参入。現在、リーメントのオリジナルブランド商品「ぷちサンプルシリーズ」やキャラクターとのコラボレーション商品をメインに販売中。2008年よりディズニーとのコラボ商品を発売、その後サンリオやリラックマ、カピバラさん、けいおん、おさわり探偵 なめこ栽培キット、こびとづかん、ドラえもんといった数多くのキャラクターとのコラボ商品を次々と発売している。

## 沿革
- 1998年5月 - 株式会社リーメント設立。
- 2002年6月 - ぷちサンプルシリーズ第1弾「和食処」全国発売。
- 2008年1月 - ディスニーとのコラボ商品発売（以後、続々とキャラクター事業を展開）。
- 2021年6月 - YouTube に公式チャンネルを開設。
- 2022年6月 - ぷちサンプルシリーズが発売20周年を迎え、記念動画を公開。

## 商品
ブラインドボックスなどでフィギュアと雑貨などを販売（食玩を含む）。
※2009年以降発売の主な商品（ブラインドボックスなど）については、内箱に「このシールが付いている箱は全種類のアイテムが揃います。」のラベルの封がされ、内箱買いで全てのアイテムが揃う事が分る仕様となっている。

### ぷちサンプルシリーズ
食品サンプルと生活雑貨などのミニチュアをモチーフとしたシリーズ。
食品と生活雑貨などを模したミニサイズのフィギュアとブックレット、主なシリーズは食玩として菓子がセットになっている。2002年に第1弾和食処（全5種＋シークレットアイテム1種：この商品のみパッケージから品物が判別出来るタイプ）を発売。次作ファミレス（全5種＋シークレットアイテム1種）以降、いわゆるドールハウスに対するリアルな造形が評判を呼び、徐々に人気を集めていった。和食に限らず、菓子・スーパーマーケットの商品・ファミリーレストランなど様々なテーマの商品がある。また、ぷちサンプルシリーズから派生したペット・動物のシリーズや、フィギュアと合わせて楽しめるディスプレイケース等の関連商品も発売されている。2009年頃から、主なシリーズ（ブラインドボックスなど）のシークレットアイテムが無くなり、ノーマルアイテムのみとなった。また、主なシリーズの内箱には「このシールが付いている箱は全種類のアイテムが揃います。」のラベルの封がされ、内箱買いで全てのアイテムが揃う事がわかる仕様になった。
2014年頃からは専用ディスプレイ以外でも家具や大型家電を頻繁にシリーズで取り入れるようになり(スケールは専用ディスプレイより小さめ)、これまでとは少し違い、ドールハウスとしてもより楽しめるようになった。
2023年現在は、菓子の封入がされている商品は販売していない。
- 第204弾  お料理上手のキッチンツール
- 第203弾 やっぱりこの味！町中華
- 第202弾 銘酒専門 富士丸酒店 ～もう一杯～
- 第201弾 こもれびの森のケーキ屋さん
- 第200弾 スーパーのお惣菜
- 第199弾 会員型ディスカウントストア COW'S MART
- 第198弾 昭和レトロ思い出マイルーム
- 第197弾 Galateria Puccini
- 第196弾 小さな街角 トラットリア
- 第195弾 Burger Shop R&M
- 第194弾 Petit Chocolaterie
- 第193弾 My Sweet Closet
- 第192弾 ネオンとロマンス 韓国屋台の夜
- 第191弾 へいお待ち！下町の人情寿司
- 第190弾 魔法魔術学校の1日
- 第189弾 コンビニで晩酌
- 第188弾 おかあさんの手芸のお部屋
- 第187弾 わくわくお誕生会
- 第186弾 猫田さんの日常
- 第185弾 ぷちサンプルLight 私の町の弁当屋ひだまり亭
- 第184弾 街角の駄菓子屋さん
- 第183弾 PETITE FRUITS PARLOR
- 第182弾 My Secret Tea Time
- 第181弾 ぷちサンプルLight 今日の朝ごはん
- 第180弾 そば和食処 なごみ屋
- 第179弾 アジアンダイニング
- 第178弾 今日はたのしい ひなまつり
- 第177弾 あこがれ食器コレクション
- 第176弾 おうちでかわいい スイーツレシピ
- 第175弾 ぷちストア
- 第174弾 ほっと幸せ、わが家の味
- 第173弾 粉もん好っきゃねん!!
- 第172弾 Wonderland Tea Party ふしぎな国のティーパーティー
- 第171弾 CAPTAIN&PIRATES
- 第170弾 海辺の温泉宿 夕波
- 第169弾 天文学者の不思議な研究所
- 第168弾 名探偵の部屋
- 第167弾 サンタさんのおうち
- 第166弾 Country Kitchen　田舎のちいさな台所
- 第165弾 歴史ロマン譚　ハイカラ乙女の日常
- 第164弾 歴史ロマン譚　富知堂家の一族
- 第163弾 ぷち先生、診察お願いします！
- 第162弾 好きな教科は給食です
- 第161弾 心ときめく　わたしのおへや
- 第160弾 下町の老舗和菓子店　まんげつ堂
- 第159弾 ぼくのおもいで日記 〜田舎で過ごした8日間〜
- 第158弾 DOBER’S BAR SHOP
- 第157弾 推しのいる生活
- 第156弾 夢みるマーメイドルーム
- 第155弾 昭和レトロ おやつの時間
- 第154弾 わたしもお料理できるもん！ドキドキ♪はじめてのクッキング
- 第153弾 勇者様御用達！よろず屋商店
- 第152弾 薔薇の国の宮殿
- 第151弾 やっぱり実家はいいもんだ。
- 第150弾 大正 くらしの道具たち
- 第149弾 MAKE UP Dresser
- 第148弾 あの日、あの時、ぼくの部屋！
- 第147弾 Bar Tiny
- 第146弾 優勝！おひとり様飯
- 第145弾 ふるさと納税便
- 第144弾 魔女の住む家
- 第143弾 わたしの街のぷち薬局
- 第142弾 Patisserie Petit gateau
- 第141弾 お酒好きが集まるお店 富士丸酒店
- 第140弾 俺んち来る？
- 第139弾 今日は焼肉！じゅうじゅう苑
- 第138弾 しぼりたて果汁専門店 MAGICAL juice
- 第137弾 Let's go! WeekeJuice nd Camp!
- 第136弾 いつもそばにはコンビニ
- 第135弾 えんぴつカフェ
- 第134弾 一杯やってく？ 居酒屋のんべえ
- 第133弾 ぷちサンプル入門セット 今日は贅沢お寿司の日
- 第132弾 大江戸ジャポニズム
- 第131弾 なつかし横町3丁目 ~昭和30年代の物語~
- 第130弾 老舗洋食すずらん ~わたしの街のハイカラごはん~
- 第129弾 BAKERY PETIT
- 第128弾 Antique shop 黒猫堂
- 第127弾 ぱーっとヨイヨイ！お祭り縁日
- 第126弾 いっぱい買っちゃう！家ちかスーパー
- 第125弾 ズボラちゃんのお部屋事情
- 第124弾 鳥のいる生活
- 第123弾 よきかな和の暮らし
- 第122弾 夕焼け食堂
- 第121弾 富士さん家
- 第120弾 ママ、ご飯なーに
- 第119弾 ぷちサンプルシリーズDXスナックぷち
- 第118弾 やっぱりわたしんち
- 第117弾 はいから大正ロマン邸
- 第116弾 桜日和
- 第115弾 プレイバック青春days
- 第114弾 麗しきモダンガール
- 第113弾 さわやか4組
- 第112弾 あの頃の田舎暮らし
- 第111弾 僕らの校庭メモリース
- 第110弾 大好き飲茶
- 第109弾 どきどき新学期
- 第108弾 街角レトロ喫茶店
- 第107弾 抹茶づくし
- 第106弾 みんなの音楽室
- 第105弾 じいちゃんばあちゃん家
- 第104弾 ぼくらの理科室
- 第103弾 ぷち回転寿司
- 第102弾 ごちそう! カレーコレクション
- 第101弾 思い出の高校生活
- 第100弾 80'sなつかしわが家
- 第99弾 あこがれ!輸入ストア
- 第98弾 エキナカスイーツ
- 第97弾 幸せレシピ
- 第96弾 おかえりごはんできたよ (ブックトイ)
- 第95弾 ひな人形
- 第94弾 テディがお手伝い
- 第93弾 ひなまつり
- 第92弾 ハートのスイーツ
- 第91弾 ケーキ屋さん
- 第90弾 温泉宿のごはん
- 第89弾 とっておきのホテルビュッフェ
- 第88弾 築地 魚がし 寿司めぐり
- 第87弾 キャンディショップ
- 第86弾 ♪おどる♪食品サンプル
- 第85弾 ヨーロッパのおばあちゃん自慢のお料理
- 第84弾 愛しのうっとりスイーツ
- 第83弾 お菓子の家
- 第82弾 チョコレートショップ
- 第81弾 恋するPINK
- 第80弾 家族だんらん みんなでごはん
- 第79弾 極上寿司
- 第78弾 フランス三ツ星レストラン
- 第77弾 プリンセスティーパーティ
- 第76弾 ぼくの街のスーパーマーケット
- 第75弾 ぷちエアラインで行く！世界の機内食
- 第74弾 おばあちゃん家
- 第73弾 ナタリーちゃんのパリのおやつ
- 第72弾 きのこ雑貨店
- 第71弾 元祖食品ディスプレイ
- 第70弾 京都に恋してる
- 第69弾 ご褒美ケーキ
- 第68弾 収納美人
- 第67弾 虹色デリカ
- 第66弾 愛されチョコ
- 第65弾 ぷちかわキッチン
- 第64弾 ハリキリおべんとコンテスト
- 第63弾 おとぎの国のお菓子
- 第62弾 まめたまいちご
- 第61弾 はらぺこ動物村
- 第60弾 いちごちゃん家へようこそ
- 第59弾 ぷちデリバリー
- 第58弾 フルーツいっぱい
- 第57弾 ママといっしょにクッキング
- 第56弾 みんなでいただきますっ!
- 第55弾 新鮮回転寿司
- 第54弾 アメリカンキッチン
- 第53弾 食べ歩き
- 第52弾 おとぎの国の食器たち
- 第51弾 あの頃みんな小学生
- 第50弾 幸せキッチン
- 第49弾 くすりのぷちドラッグ
- 第48弾 ぜいたくスイーツ
- 第47弾 ぷちやおやさん
- 第46弾 2丁目のぷち駄菓子屋さん
- 第45弾 手作りパン屋さん
- 第44弾 スーパーでおかいもの
- 第43弾 満喫和食処
- 第42弾 なつやすみ
- 第41弾 ほっぺがおちちゃう!
- 第40弾 Let's クッキング
- 第39弾 本日開店コンビニ
- 第38弾 ぷちドーナッツ
- 第37弾 みんなでファミレス
- 第36弾 ぷちホームセンター
- 第35弾 やっぱりコンビニ
- 第34弾 お気に入りの文房具
- 第33弾 I LOVE HAWAII
- 第32弾 ザ・生活百貨
- 第31弾 居酒屋ぷち呑み
- 第30弾 韓国ツアー
- 第29弾 ぷちコンビニ
- 第28弾 みんなのおひるごはん
- 第27弾 特選ギフト
- 第26弾 お母さんの台所
- 第25弾 和*SWEETS
- 第24弾 郷土めぐり
- 第23弾 うまいもん市場
- 第22弾 ぷちドラッグストア
- 第21弾 ごはんま〜だ?!
- 第20弾 3時のおやつ
- 第19弾 産地直送 もぎたてパック
- 第18弾 ぷちキッチン
- 第17弾 夢の!!アメリカンライフ
- 第16弾 和食日和
- 第15弾 ぷちスーパー2
- 第14弾 ヨーロッパグルメツアー
- 第13弾 ぷちバーガー
- 第12弾 カフェめし
- 第11弾 街のデザート屋さん2
- 第10弾 ファミレス2
- 第9弾 ふるさと産地直送便
- 第8弾 ぷちスーパー
- 第7弾 和食三昧
- 第6弾 駅弁紀行
- 第5弾 回転寿司
- 第4弾 中華街
- 第3弾 街のデザート屋さん
- 第2弾 ファミレス
- 第1弾 和食処

#### Myスタイルコレクション
- 第9弾 素敵なOLライフ
- 第8弾 和雑貨
- 第7弾 夢見る 食器コレクション
- 第6弾 ぷちメイクボックス
- 第5弾 ぷちコスメ
- 第4弾 ナタリーちゃんのフレンチ雑貨
- 第3弾 デパートショッピング
- 第2弾 こだわりルームコレクション
- 第1弾 アジアン雑貨店

#### おしゃれバージョン
- 第1弾 ケーキ オン パレード

#### ぷちフラワーシリーズ
- 第1弾 ピュアフラワー

#### ぷち家電シリーズ
- 第2弾 バクヤスデンキ
- 第1弾 ぷち家電館

#### ぷちレトロシリーズ
- 第2弾 ときめき宝物
- 第1弾 なつかし家電がやってきた

#### ぷちサンプルU.S.A.バージョン
- 第3弾 Bread&Butter
- 第2弾 Mini Sweets
- 第1弾 Fun Meals

※リーメントのアメリカ子会社が閉鎖した為、このシリーズの新製品が発売される予定はない。

#### ぷちどうぶつシリーズ
- 第11弾 あまえんぼわんこ
- 第10弾 ぎゅうぎゅうペット
- 第9弾 うちの自慢のにゃんこ
- 第8弾 やさしい森のおはなし
- 第7弾 絵本の中の大サーカス
- 第6弾 おいでよ!パンダ組
- 第5弾 わたし犬ですか?
- 第4弾 飼ってみたいな!かわいいあのコ
- 第3弾 ぷちねこ日記
- 第2弾 今日もわんことおでかけ♪
- 第1弾 わんこの楽しい生活

#### ぷちやんちゃくらぶ
- 第1弾 赤ちゃんとあそぼ

#### ぷちモードコレクション
- 第7弾 カジュアルMIX
- 第6弾 おでかけ靴バッグ
- 第5弾 ガーリースタイル
- 第4弾 なりきり制服コレクション
- 第3弾 靴・バッグコレクション
- 第2弾 着てみたいドーリーファッション
- 第1弾 着まわし30days ドールサイズファッション

#### ぷちサンプルシリーズ強力マグネット（旧名：マグネットぷちサンプルシリーズ）
- 第3弾（2）　Chocolate Paradise
- 第3弾（1）　SWEETS SWEETS
- 第2弾（2）　Burger Shop
- 第2弾（1）　パンダの薬屋さん
- 第1弾（2）　オムライスつくろ！
- 第1弾（1）　Sweet Dessets

#### ぷちストラップ
- キラキラマカロンストラップ
- キラキラドーナツストラップ
- ブクブク歯磨きストラップ
- ピカピカお皿洗いストラップ

※銀座博品館にて期間限定でぷちサンプルシリーズを使用した手作り版が販売されていた。

#### タイニーハウス
- タイニーハウス フラワーショップ＆ドーナツショップ（販売中止）
- タイニーハウス Vol.1　全4種類（販売中止）

#### でか！ぷちサンプルシリーズ
- NEW寿司　全5種類　（現在一部店舗にてテスト販売中）

※本シリーズはぷちサンプルシリーズのサイズが本物の6分の1に対し本シリーズのサイズは本物の2分の1に設定し製作された。

#### ドキドキ！昆虫シリーズ
- 第1弾　昆虫大王国　全10種類＋シークレット1種

#### カプセルトイ
- 第1弾　あの子のランドセル

#### 専用ディスプレイ・ケース
- My Tea Table Set
- うちの自慢のダイニングテーブル
- だんらんこたつ
- たっぷり収納！冷蔵庫
- 組み合わせ食器棚
- 昭和レトロキッチン
- 実家でぬくぬくおこた
- THE和室
- わが家のダイニングテーブル
- わが家の冷蔵庫
- わが家のお台所
- アレンジショーケース
- 勉強づくえ
- ほっこりこたつ
- ショーケース (2013年版)
- カフェテーブル
- ぷちジオラマフォトスタンド（ピンク＆グリーン）　　（現在一部店舗にてテスト販売中）
- ぷちジオラマフォトスタンド（ブルー＆ブラウン）　 （現在一部店舗にてテスト販売中）
- 我が家のこたつ
- カフェテーブル（木目・オフホワイト）
- ぷち冷蔵庫!たっぷりさん（チョコレートブラウン）
- ぷちトラック
- 小さな洋服かけ
- ぷちトルソー
- 小さなあかりランプ&チェスト
- いらっしゃいませ!ぷちトラック
- システムクックさん
- 光る冷蔵庫!ピッカリさん
- 私の学習机
- ぷちサンプル大型ディスプレイケース（リーメントHPにて期間限定発売 価格は20000円）
- ぷちお台所 テーブルセット（木目）
- ビューティーカウンター
- ぷちショーケース
- ぷちコンビニ屋さん
- ぷちお台所 家電棚
- ぷちお台所 家電棚（木目）
- ぷちお台所 食器棚
- ぷちお台所 食器棚（木目）
- ぷちマーケット陳列棚
- ぷちお台所 クックさん（レッド）
- ぷちお台所 クックさん（ホワイト）
- ぷち冷蔵庫 たっぷりさん（白）
- ぷち冷蔵庫 たっぷりさん（ピンク）

##### ぷちハウジングシリーズ
- 第1弾 快適大空間　ぷちハウジング

#### 非売品一覧（プレゼント・景品）
- ポストカード　種類：10種類以上
- ミニショッパー（ミニ紙袋）種類：10種類以上
- ぷちお台所 テーブルセット（ホワイト）
- ぷち冷蔵庫 たっぷりさん（パープル）
- ぷち冷蔵庫 たっぷりさん（グリーン）
- ぷちお台所 クックさん（グリーン）
- ぷちお台所 クックさん（スケルトン）
- ぷちお台所 食器棚（グリーン）
- ぷちお台所 家電棚（グリーン）
- ぷちマーケット 陳列棚（限定シール全9種類）

### 企業コラボシリーズ
- 第15弾 丸福珈琲店
- 第14弾 CANDY A GO GO!
- 第13弾 コメダ珈琲店 第2弾
- 第12弾 京都宇治茶 伊藤久右衛門
- 第11弾 コメダ珈琲店
- 第10弾 わたしとKalitaのおいしい珈琲生活
- 第9弾 わたしとカルビー
- 第8弾 明治のチョコで至福のおうち時間
- 第7弾 あの頃、私とサクラクレパス
- 第6弾 もっと！森永のおかしなぷちレシピ
- 第5弾 森永のおかしなぷちレシピ
- 第4弾 桃屋の消しゴムですよ！
- 第3弾 桃屋のおしゃれレシピ!
- 第2弾 桃屋のごはん あのひあのとき
- 第1弾 日立のなつかし昭和家電

### ディズニーキャラクターシリーズ
- 第34弾 ディズニー イニシャルリングマスコット
- 第33弾 ディズニー ハロウィンクッキーマスコット
- 第32弾 ディズニー キャンディポーチ
- 第31弾 ミッキーマウス ハッピーフレンド／ミニーマウス ハッピーフレンド
- 第30弾 ディズニーピクサー トイストーリーハッピーバースデーケーキ
- 第29弾 スティッチ夏祭りマスコット
- 第28弾 ミッキーマウス きゃらめしマスコット
- 第27弾 ディズニーキャラクター ふにふにパンマスコット
- 第26弾 ディズニーピクサー　ポップンスナックマスコット
- 第25弾 ミニー＆デイジー プリティカフェ
- 第24弾 ディズニー　不思議の国のスイーツマスコット
- 第23弾 ディズニーキャラクター　夢と魔法のレストラン
- 第22弾 ディズニーキャラクター ヴィンテージ食器コレクション
- 第21弾 ディズニーキャラクター ジャラジャラマスコット
- 第20弾 ディズニーキャラクター デコケーキ
- 第19弾 くまのプーさん とろ〜りはちみつCafe
- 第18弾 ディズニーキャラクター mogumoguおやつ
- 第17弾 ディズニーキャラクター かさねてマスコット
- 第16弾 スティッチハチャメチャCooking
- 第15弾 ディズニーキャラクター DONUTS-ドーナツ-マスコット
- 第14弾 ディズニーキャラクター パティシエマスコット
- 第13弾 ディズニーキャラクター GO!GO!マーケット
- 第12弾 ディズニーキャラクター クッキーマスコット シュガークッキー
- 第11弾 ミッキー＆ミニー SWEET BAKERY-スイートベーカリー-
- 第10弾 ディズニーキャラクター Big Sweetsマスコット
- 第9弾 スティッチCandyマスコット
- 第8弾 ミニーマウス ラブリーケーキ
- 第7弾 ディズニーキャラクター ディズニーチョコチャーム
- 第6弾 スティッチトロピカルデザート
- 第5弾 ディズニー ハッピーバースデーケーキ
- 第4弾 ディズニーキャラクター マトリョーシカ マスコット
- 第3弾 ミッキーマウス 50's Cafe
- 第2弾 ディズニーキャラクター スプーンマスコット
- 第1弾 ディズニーキャラクター クッキーマスコット

#### 専用ディスプレイ・ケース
- ミッキー＆ミニー ショーケース
- ミッキー＆ミニーCafeテーブル
- スティッチ＆スクランプCafeテーブル

### サンリオキャラクターシリーズ
- 第8弾 サンリオ キャンディマスコット
- 第7弾 サンリオキャラクター 着せかえマスコット
- 第6弾 キキ＆ララ 星空のパーティーへようこそ
- 第5弾 キキ＆ララ おしゃれチャーム
- 第4弾 ハローキティお料理だいすき！
- 第3弾 ハローキティの文房具
- 第2弾 ハローキティおうちごはん
- 第1弾 サンリオクッキーマスコット

### FIGURE COLLECTION
過去に発売されていた、『るろうに剣心』や『モンスターファーム』などのキャラクターのトレーディングフィギュアのシリーズ。（略称「Fコレ」）

### 戦国武将フィギュアコレクション
ぷちサンプルシリーズに近い形態で発売されていたオリジナル商品。

### 発売中止商品
- 全国ご当地らーめん（ぷちサンプルシリーズ）
- よちよちパラダイス（ぷちやんちゃくらぶシリーズ）

### 書籍
- ぷちサンプルBOOK（白夜書房刊）※付録の寿司桶を制作。
- HELLO KITTY CANDY TOY BOOK

#### ブックトイ
- ぷちサンプル「おかえり ごはんできたよ（ぷちサンプルシリーズ10周年）」
- ぷちどうぶつ「地球まるごと動物フィギュア図鑑（第1弾）」
- ディズニーキャラクター「ミニーマウス ラブリーケーキ パーティー」
- サンリオ「ハローキティのお料理タイム」

※過去に発売済みの商品を仕様変更してのリニューアルを含む。